# Luise Malzahn
Luise Malzahn (* 9. Juni 1990 in Halle (Saale)) ist eine deutsche Judoka, die meistens in der Gewichtsklasse bis 78 kg antritt. Sie ist mehrmalige Deutsche Meisterin und Medaillengewinnerin bei internationalen Meisterschaften.
Luise Malzahn startete von 2004 bis 2006 in der bis 70-kg-Gewichtsklasse und gewann in dieser Klasse 2006 bei den Kadetteneuropameisterschaften. 2007 wechselte sie in die bis 78-kg-Gewichtsklasse und belegte bei den Juniorenweltmeisterschaften 2008 den fünften Platz, 2009 erhielt sie die Bronzemedaille. 2011 erkämpfte sie die Bronzemedaille bei den Europameisterschaften in Istanbul. Nach mehreren Jahren ohne internationale Medaille gewann Luise Malzahn 2015 sowohl im Einzel als auch mit der Mannschaft die Silbermedaille bei den Europaspielen in Baku. Zwei Monate danach gewann sie im Einzel und mit der Mannschaft Bronze bei den Weltmeisterschaften in Astana. 2016 folgten zwei weitere Bronzemedaillen bei den Europameisterschaften in Kasan. Bei den Olympischen Spielen 2016 belegte sie den fünften Rang.
2018 schied sie bei den Weltmeisterschaften in Baku in ihrem ersten Kampf gegen die Niederländerin Marhinde Verkerk aus. 2019 gewann sie nach vier Jahren wieder einen deutschen Meistertitel. Im Mai 2019 siegte Malzahn beim Grand-Slam-Turnier in Baku. Bei den im Rahmen der Europaspiele 2019 in Minsk ausgetragenen Europameisterschaften 2019 belegte Malzahn den fünften Platz. Ende 2020 erreichte Malzahn das Finale bei den Europameisterschaften in Prag und erhielt die Silbermedaille hinter der Französin Madeleine Malonga.
Luise Malzahn startet für den SV Halle, ihre ältere Schwester Claudia Malzahn gehörte der deutschen Olympiamannschaft 2012 an.